# Бат (окръг, Кентъки)
Вижте пояснителната страница за други значения на Бат.
Окръг Бат (на английски: Bath County) е окръг в щата Кентъки, Съединени американски щати. Площта му е 736 km², а населението - 11 085 души (2000). Административен център е град Оуингсвил.